# Заслюжье
Заслюжье — деревня в Островском районе Псковской области. Входит в состав Воронцовской волости.
Расположена в 28 км к юго-востоку от города Остров и в 1 км к юго-западу от волостного центра, села Воронцово.
Численность населения деревни по состоянию на 2000 год составляет 2 жителей.